# Lobogonodes multistriata
Lobogonodes multistriata là một loài bướm đêm trong họ Geometridae.